# Archophileurus peruanus
Archophileurus peruanus är en skalbaggsart som beskrevs av S. Endrödi 1977. Archophileurus peruanus ingår i släktet Archophileurus och familjen Dynastidae. Inga underarter finns listade.